# Samantha Strong
Pour les articles homonymes, voir Strong.
Samantha Strong, née le 9 juin 1967 à Seattle, est une actrice pornographique américaine.

## Biographie
Une fausse idée est que Samantha commença le X avec la parution de photos d'elle dans le magazine de charme Penthouse en 1986, ce qu'elle aurait fait pour humilier son ex petit-ami. Cependant, selon Luke Ford, elle fit son entrée dans la pornographie après avoir rencontré Ron Jeremy lors d'une convention de l'association des développeurs de software vidéo.
Après être entrée dans le X à 19 ans, le manager de Samantha fut d'abord John T. Bone, avec qui elle eut une relation par la suite. Cependant, cette relation s'arrêta. Elle connut alors une carrière en pointillé, marquée par de nombreux arrêts et reprises de son activité. Pourtant, elle gagne en 1987 l'AVN Award de la meilleure nouvelle starlette (Best New Starlet). Elle quitta pour la première fois la pornographie en 1987, pour revenir par la suite avec un contrat avec Vivid. Le contrat fut pourtant cassé à la suite du refus de Samantha de tourner avec Jeff Stryker, d'où un second départ du X. Durant deux années, elle se produisit elle-même dans des spectacles de striptease (jusqu'en 1989).
À la suite de son troisième retour dans le X, elle eut une relation avec Randy Spears mais qui ne dura pas. Elle déménagea alors pour Las Vegas pour se rapprocher de sa famille et de ses amis bien qu'ils la desavouèrent.
En 1992, elle tourne quelques films, dont le film pornographique Sin City: The Movie. Elle quitta alors le X une nouvelle fois pour un an et demi. Elle se maria en décembre 1992 puis donna naissance à un enfant. Elle revint dans le X avec le film de Starbangers 5 pour lequel elle reçut le Hot d'or de meilleure actrice à Cannes.
Samantha Strong était l'actrice favorite du tueur en série Richard Ramirez.
Elle fait partie de l'AVN Hall of Fame.

## Filmographie sélective
- 2002 : Bad Bad Girls
- 1999 : Nurses to the Rescue 2
- 1998 : Bi Sexual Cocks
- 1997 : Virgin Kink 2
- 1996 : Samantha And Co
- 1995 : Oral Majority 13
- 1994 : Erotika
- 1993 : Best of Bloopers
- 1992 : Best of No Man's Land 1
- 1991 : HHHot TV 2
- 1990 : Renegade
- 1989 : Girls Who Love Girls 1 & 11
- 1988 : No Man's Land 1
- 1987 : Girls of Double D 2
- 1986 : Girls Girls Girls 2
- 1985 : La doctoresse a de gros seins

## Distinctions
- 1988 : AVN Best New Starlet Award[1]
- 1993 : Hot d'Or (à vérifier)
- AVN Hall of Fame